# Florencio Gil Pachón
Florencio Gil Pachón (Villavicencio de los Caballeros, província de Valladolid, 23 de març de 1945) és un sindicalista i polític català d'origen val·lisoletà.

## Biografia
S'establí a Catalunya el 1967 i va viure a Badalona i Sant Adrià del Besòs; de 1967 a 1983 treballà a Hispano Olivetti, de la que n'ha estat membre del comitè d'empresa, i es va afiliar a la UGT el 1974.
Dins de la UGT en fou secretari de la Unió Comarcal de Barcelona i secretari d'organització de la UGT de Catalunya. El 1980 també es va afiliar al PSC-PSOE i ha estat representant de la UGT al Consell de l'Administració de Transports de Barcelona. Fou elegit diputat a les eleccions al Parlament de Catalunya de 1984 i 1988. Ha estat membre de Comissió de Política Social del Parlament de Catalunya. El 1989 va abandonar el seu escó en una carta dirigida a Raimon Obiols el 21 de març de 1989 "per considerar que el Govern s'ha mantingut insensible a les reivindicacions sindicals després de la vaga general de 14 de desembre"; i fou substituït per José González Navas.